# Xylotrechus apiceinnotatus
Xylotrechus apiceinnotatus är en skalbaggsart som beskrevs av Maurice Pic 1937. Xylotrechus apiceinnotatus ingår i släktet Xylotrechus och familjen långhorningar. Inga underarter finns listade i Catalogue of Life.